# 九龍巴士59M線
九龍巴士59M線是香港新界一條來往屯門碼頭及荃灣站的巴士路線。

## 歷史
- 1983年9月25日：九巴開辦新路線59M，來往蝴蝶邨及荃灣地鐵站，途經杯渡路（屯門工業區）及屯門市中心。
- 1984年7月6日：配合荃灣地鐵站總站更改停車方向，更改行車路線：
  - 往荃灣地鐵站方向改經南豐中心外的一段青山公路－荃灣段、大河道及西樓角路進入總站；
  - 往蝴蝶邨方向改經西樓角路前往青山公路 – 荃灣段，不經華都戲院旁的未命名路。
- 1986年1月20日：配合皇珠路通車，改經該路來往屯門公路，不再途經杯渡路（屯門工業區）及屯門市中心。
- 1988年7月16日：蝴蝶灣總站遷往屯門碼頭。
- 1988年9月25日：配合輕鐵專區法例實施，往屯門碼頭方向於屯門區內的所有巴士站只准下車，取消由散石灣往屯門碼頭之分段收費。
- 1989年1月29日：增設由荃德花園往荃灣地鐵站之分段收費。
- 1991年3月18日：增設特別班次於平日上午繁忙時間由新屯門中心單向往荃灣地鐵站。
- 1993年6月1日：配合輕鐵專區法例修改，屯門區內的所有巴士站均可上落，恢復由散石灣往屯門碼頭之分段收費。
- 1993年10月15日：增設空調巴士服務。
- 1994年8月16日：增設特別班次於平日早上繁忙時間由悅湖山莊單向往荃灣地鐵站，而新屯門中心特別班次亦增至七班。
- 2003年1月18日：提升為全空調服務。
- 2012年8月13日：修改新屯門中心特別班次的服務時間。
- 2012年12月26日：配合屯門公路巴士轉乘站啟用，往荃灣鐵路站方向增設屯門公路轉車站分站，並提供與60X、61X、259D、260X及263之八達通轉乘優惠。
- 2013年7月27日：配合屯門公路轉車站往屯門方向啟用，往屯門碼頭方向於該處增設分站，並提供與屯門、元朗各條路線之八達通轉乘優惠。
- 2014年2月16日：增設由屯門公路轉車站往屯門碼頭的特別班次。
- 2015年3月21日：增設到站時間預報。[3]
- 2015年12月19日：為配合59A線縮短至葵涌道（葵芳邨）及大幅縮減服務時間，實施以下安排；
  - 屯門碼頭開出的頭班車時間提早至05:30；
  - 增設與234X線的八達通轉乘優惠；
  - 加強與59X、60X及67X線於屯門公路轉車站的轉乘優惠，由上述路線轉乘此路線往屯門碼頭方向，增設車費回贈，讓乘客能繼續以原有59A線相若的車費，往返蝴蝶灣至長沙灣、深水埗及旺角。
- 2016年9月25日：往屯門碼頭方向加停皇珠路「龍逸邨」巴士站。
- 2019年9月23日：悅湖山莊開出的特別班次加停湖山路「兆山苑」巴士站。[4]

## 服務時間及班次
常規班次
| 屯門碼頭開       | 屯門碼頭開  | 屯門碼頭開   | 荃灣站開         | 荃灣站開     | 荃灣站開     |
| 日期             | 服務時間    | 班次（分鐘） | 日期             | 服務時間     | 班次（分鐘） |
| ---------------- | ----------- | ------------ | ---------------- | ------------ | ------------ |
| 星期一至五       | 05:30-19:30 | 6-10         | 星期一至五       | 06:10、06:21 | 06:10、06:21 |
| 星期一至五       | 19:30-00:00 | 15           | 星期一至五       | 06:32-17:07  | 7-10         |
| 星期六           | 05:30       | 05:30        | 星期一至五       | 17:07-23:00  | 3-6          |
| 星期六           | 05:40-13:20 | 4-9          | 星期一至五       | 23:00-00:00  | 30           |
| 星期六           | 13:20-17:00 | 10           | 星期一至五       | 00:00-00:46  | 11-12        |
| 星期六           | 17:00-18:00 | 7-8          | 星期六           | 06:10-13:00  | 10-12        |
| 星期六           | 18:00-19:00 | 10           | 星期六           | 13:00-00:00  | 4-9          |
| 星期六           | 19:00-00:00 | 15           | 星期六           | 00:00-00:46  | 11-12        |
| 星期日及公眾假期 | 05:30-07:00 | 10           | 星期日及公眾假期 | 06:10-11:00  | 10           |
| 星期日及公眾假期 | 07:00-18:50 | 5-8          | 星期日及公眾假期 | 11:00-00:00  | 5-8          |
| 星期日及公眾假期 | 18:50-22:00 | 10           | 星期日及公眾假期 | 00:00-00:46  | 11-12        |
| 星期日及公眾假期 | 22:00-00:00 | 12           |                  |              |              |

特別班次
- 星期一至六：
  - 新屯門中心開：06:50、07:06、07:22、07:38、07:54、08:10
  - 悅湖山莊開：06:30、06:50、07:10、07:30、07:50、08:10、08:30

星期日及公眾假期不設服務

## 收費
全程：$9.6
- 屯門碼頭往龍門站或之前：$5.1
- 荃景圍天橋往荃灣站：$4.9
- 富健花園往屯門碼頭：$5.1

| - 本線設有12歲以下小童及65歲或以上長者半價優惠。 - 65歲或以上香港居民使用「樂悠咭」，以及12歲以下合資格殘疾兒童使用「殘疾人士身份」個人八達通繳付車資，均可享有每程$2.0或半價（以較低者為準）的票價優惠；12至64歲合資格殘疾人士使用「殘疾人士身份」個人八達通（包括「樂悠咭」），以及60至64歲香港居民使用「樂悠咭」繳付車資，均可享有每程$2.0或全費（以較低者為準）的票價優惠。 - 65歲或以上長者如使用長者或一般個人八達通繳付車資，則只可享有半價優惠；12至64歲合資格殘疾人士如不使用「殘疾人士身份」個人八達通，以及60至64歲人士如不使用「樂悠咭」繳付車資，必須繳付全費。 - 乘客可以現金或八達通於上車時付款，不設找續。 - 每位成人乘客可免費攜帶最多兩名4歲以下而不佔座位的兒童乘客乘車，超額之4歲以下小童必須繳付小童車費乘車。 - 持有「九巴月票」之乘客在車票有效期內，每日可享最多10程任何九龍巴士及龍運巴士路線（包括本路線，以及聯營路線的九龍巴士／龍運巴士提供的班次；惟乘搭機場「A」及「NA」線則可享原價二七折優惠（不會計算每天10次合資格車程））；而B1線則每日可享最多各2程（不會計算每天10次合資格車程）。 - 九龍巴士、城巴、龍運巴士及陽光巴士全職員工及家屬（不包括外判職員）可免費乘搭本路線，惟必須拍職員或職員家屬八達通。 - 乘客亦可透過多元化電子支付系統（e度嘟）繳付車資，包括使用非接觸式VISA卡、JCB卡、萬事達卡、銀聯卡、美國運通、大來國際、Discover Card、Apple Pay、Google Pay、Samsung Pay、AlipayHK「易乘碼」、支付寶、WeChatHK／微信支付「搭車碼」、銀聯雲閃付「乘車碼」及BOC Pay「乘車碼」。乘客使用此付款方式，使用此支付方式的乘客可享有中途下車之分段收費，以及與其他九巴／龍運獨營路線或聯營線九巴／龍運班次之轉乘優惠，惟不適用於與非九巴／龍運路線之轉乘優惠，亦不能享有「公共交通費用補貼計劃」及「長者及合資格殘疾人士公共交通票價優惠計劃」。 - 帶粗體字者為雙向分段收費，乘客必須使用八達通（九巴月票除外）上車拍卡繳費，並於下車前後於指定巴士站裝設拍卡機確認八達通，方可享有分段收費優惠。 |

### 八達通轉乘優惠
乘客登上本線後150分鐘內以同一張八達通卡轉乘以下路線，或從以下路線登車後150分鐘內以同一張八達通卡轉乘本線，次程可獲車資折扣優惠：
59M←→荃灣／葵青區路線，次程可獲$4.2車資折扣優惠
- 59M往荃灣站 → 31往石籬、36往梨木樹、235往安蔭或238M往海濱花園
- 31往荃灣西站、36往荃灣西站、235往荃灣或238M往荃灣站 → 59M往屯門碼頭

59M←→城門隧道路線，次程可獲$4.2車資折扣優惠
- 59M往荃灣站 → 43X/P、48X、49X、73X或278X往沙田／大埔／荃灣
- 43X/43P、48X、49X、73X或278X/278P往荃灣／青衣 → 59M往屯門碼頭

59M←→234X
- 59M往荃灣站 → 234X往尖沙咀，次程可獲$5.8車資折扣優惠
- 234X往荃灣 → 59M往屯門碼頭，次程可獲$6車資折扣優惠

## 使用車輛
本線開辦初期，與其他屯門的對外路線一樣，均採用利蘭勝利二型行駛。
數年後散石灣一帶人口增長顯著，本線加入配置吉拿引擎的非空調利蘭奧林比安 11米（S3BL），1988年9月再加入配置康明斯引擎的同款巴士行駛。
本線九十年代添加空調巴士行走初期，採用丹尼士巨龍11米（AD）、富豪及利蘭奧林比安11米（AL、AV）行駛。
2001年，全數用車換成Neoplan Centroliner 12米（AP）以提升服務質素及全面取代非空調巴士。兩年後重新加入富豪奧林比安11米（AV）行駛。
2010年代起，本線用車加入富豪B9TL（AVBWU）、丹尼士巨龍12米（3AD）、丹尼士三叉戟12米（ATR）、富豪奧林比安12米（3AV）及富豪超級奧林比安12米（3ASV）行走；直到2015年除新出牌的亞歷山大丹尼士Enviro 500 MMC 12米（ATENU）外，用車全部替換成59X線剩出的富豪超級奧林比安12米（3ASV）。
後來因受惠於屯門公路轉車站，本線客量急升，一度改派新出牌的亞歷山大丹尼士Enviro 500 MMC 12.8米（3ATENU）；2018年起因59X及265B線更換「紅巴」，本線用車全數再次更換兩線騰出的高載版富豪B9TL（AVBWU）。
2019年，本線的富豪B9TL（AVBWU）被調往61M線，用車重新替換成亞歷山大丹尼士Enviro 500 MMC 12及12.8米。
直至2022年中，本線新增電動手剎版亞歷山大丹尼士Enviro 500 MMC 12.8米（E6X）行走。
2023年3月21日，本線撤走部分設「大水塘」的亞歷山大丹尼士Enviro 500 MMC 12.8米予276P線；換入亞歷山大丹尼士Enviro 500 MMC 12及12.8米、2部富豪B8L 12.8米。
2025年4月，因多部富豪B8L調遷至屯門廠的關係，本線獲受益數部上述巴士；而撤出的巴士則對調至其他區域的車廠或其他屯門區路線。
現時本線使用14輛Enviro500 MMC（6輛12米ATENU、5輛 12.8米 3ATENU、7輛 12.8米E6X）及8輛富豪B8L（1輛12米V6B、7輛12.8米V6X）巴士，均屬屯門車廠。
| 車隊編號  | 車牌   |
| --------- | ------ |
| 3ATENU38  | TY2741 |
| 3ATENU41  | TY3538 |
| 3ATENU46  | UB9252 |
| 3ATENU110 | UF5792 |
| 3ATENU153 | VN2657 |
| ATENU1043 | UC9069 |
| ATENU1172 | UJ4278 |
| ATENU1188 | UK7881 |
| ATENU1321 | VF7715 |
| ATENU1561 | VR5348 |
| ATENU1642 | VT3221 |
| V6B23     | WC7657 |
| V6X18     | XA4249 |
| V6X38     | XE1573 |
| V6X39     | XE2389 |
| V6X40     | XE1263 |
| V6X69     | XE1814 |
| V6X135    | YF5521 |
| V6X139    | YF9347 |
| E6X8      | WG8584 |
| E6X9      | WG9979 |
| E6X163    | XZ2005 |
| E6X196    | XZ8945 |
| E6X201    | XZ9069 |
| E6X229    | YB176  |
| E6X258    | YK6145 |

42A線一字軌會於早上7時30分行走本路線；為本線添加現時屯門車廠沒有的面孔，如紳佳K310UD（ASU）、富豪B9TL（AVBE、AVBW、「紅巴」AVBWU）等。

## 行車路線

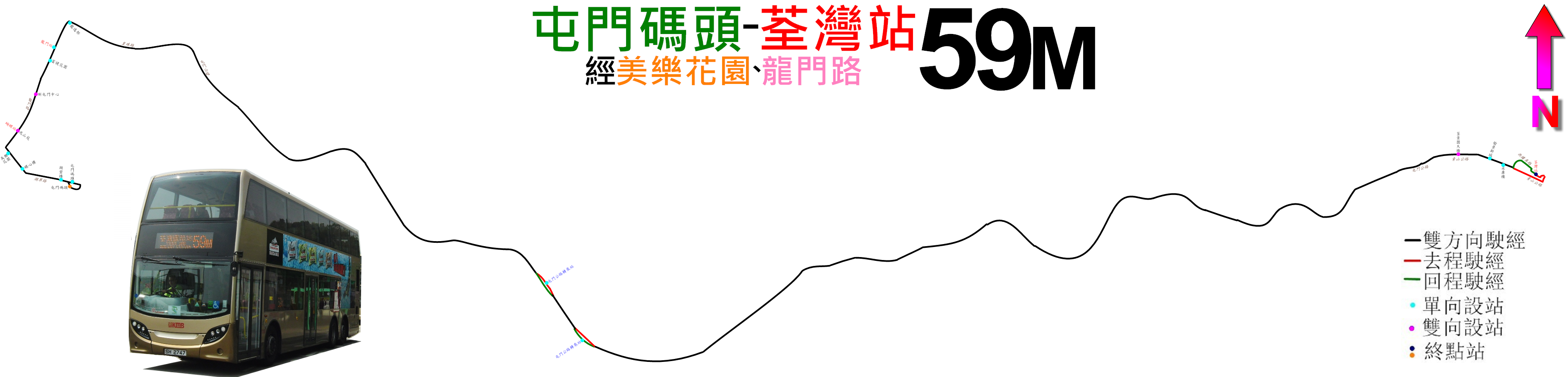
此線的走線圖

屯門碼頭開經：湖翠路、龍門路、皇珠路、屯門公路、屯門公路巴士轉乘站、屯門公路、青山公路－荃灣段、大河道及西樓角路。
悅湖山莊特別班次經湖秀街、湖安街、湖山路，然後返回龍門路原線。
新屯門中心特別班次首站開出後，返回龍門路原線。
荃灣站開經：西樓角路、青山公路－荃灣段、屯門公路、屯門公路巴士轉乘站、屯門公路、皇珠路、龍門路及湖翠路。
各班次之具體停站請參考資訊框

## 客量
屯門公路轉車站啟用前，每日繁忙時間均有大量乘客乘搭此路線接駁港鐵荃灣綫，經常客滿。平日早上九巴增設多個特別班次，確保中途站乘客能夠上車；本線現時早上班次最密4分鐘一班，而下午繁忙時段班次最密達3分鐘一班。
亦因有大量乘客由屯門碼頭、美樂花園、蝴蝶邨一帶，往來屯門公路轉車站轉乘其他巴士路線到市區或港島，本線甚至因此要用上能容納69個企位的巴士，以應付如斯龐大的客流量。
另外，因259D線的班次較為疏落，散石灣一帶往九龍東的乘客會選擇先乘搭本線，再由屯門公路轉車站轉乘62X/258D線以節省等車的時間。
自九巴推出九巴月票起，不少屯門西南乘客過海由較費時的城巴962系路線轉投於轉車站轉乘960/961系路線，間接受惠本線。

## 外部連結
- 九巴59M線—九龍巴士 （页面存档备份，存于）
- Golden Bus Page—Route 59M （页面存档备份，存于）